# Гаетано Гандольфі
Гаета́но Гандо́льфі (італ. Gaetano Gandolfi (1734—1802) — італійський художник і гравер доби пізнього бароко і рококо. Болонська школа.

## Життєпис
Народився в місті Болонья. Походить з родини болонських художників Гандольфі, брат художника Убальдо Гандольфі.
1731 року (у віці 17 років) влаштувався у Академію мистецтв Болоньї (тоді Академія Клементіна). Його вчителі — Ерколе Леллі та Феліче Тореллі (1667—1748).
Був серед найкращих малювальників навчального закладу і мав декілька нагород за успіхи.
Виконав малюнки-копії (у 1756—1760 рр.) з творів інших художників 17 століття, котрі придбали у приватні колекції. Активно засвоїв всі ознаки болонської школи у власному живопису (так званий болонський академізм) з його репрезентативністю, холоднуватими кольорами, штучними позами і надуманими ситуаціями.
1760 р. — мешкав в місті Венеція, де підпав під впливи місцевих художників. Найближчими до свідомості Гаетано Гандольфі були венеціанські майстри пізнього бароко і рококо (Джанбаттіста Піттоні, Себастьяно Річчі, Джованні Баттіста П'яцетта). Особливо сподобались твори Джованні Баттіста Тьєполо, котрого вивчав і послідовником котрого зажадав стати.
Створював картини історичного жанру, біблійні композиції, картини побутового жанру. Робив декоративні фрески (як і більшість італійських майстрів), скульптури і графічні твори, хоча згодом вони відійшли на задній план.
Був знайомим з французьким художником Фрагонаром і виявив зацікавлення в стилістиці рококо. Але робив це на італійський манер — з домішками бароко і реалізму, з домішками бравурності і легковажності в міфологічних і навіть біблійних сюжетах. Це наблизило художню манеру Гаетано Гандольфі до творів відомого італійського декоратора Коррадо Джачінто.
- 1769 року створив рукопис автобіографії з детальним описом творів за попередній період.
- 1788 року відбув на заробітки у Британію, але через рік повернувся.
- 1802 року помер в Болоньї.
- Був одружений. В родині було семеро синів (всі подались у художники), найбільш обдарованим серед них виявився Мауро Гандольфі (1764—1834).

## Вибрані твори

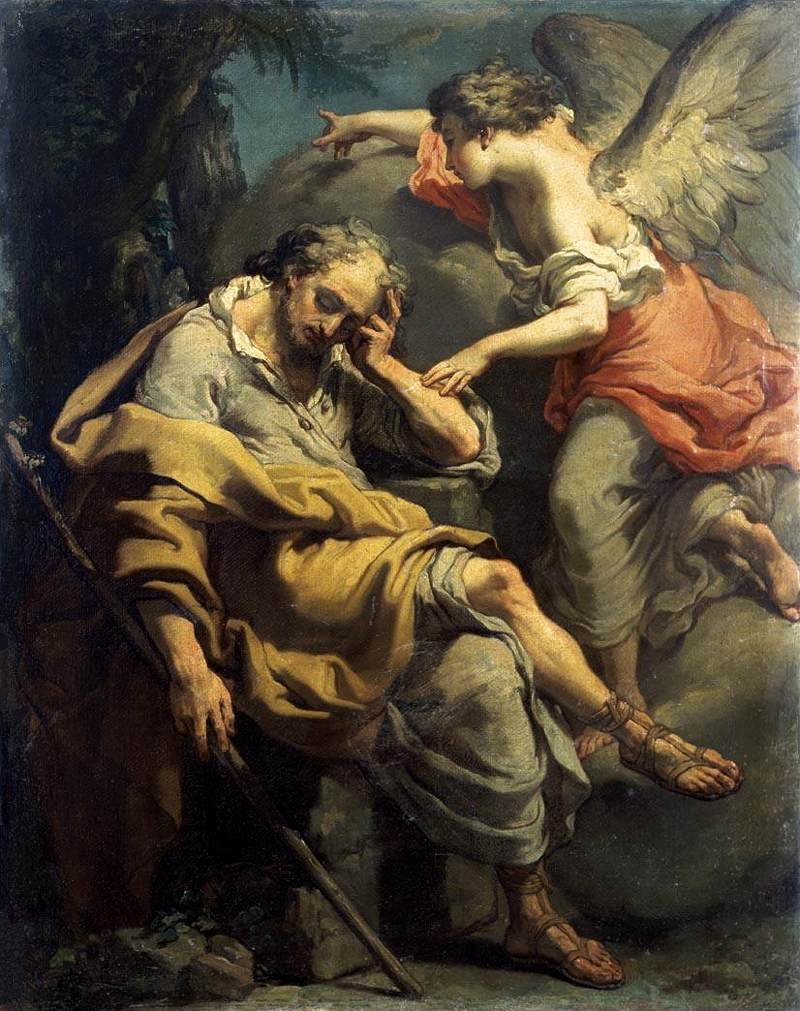
«Видіння св. Йосипа», земного батька Христа, 1790, приватна збірка

- «Алегорія Юстиції», 1760-і рр., Лувр, Париж
- «Автопортрет», 1763, (без капелюха), приватна збірка
- «Весілля в Кані Галілейській», 1766, Художній музей Волтерс, США
- «Дівоча голівка», 1767,Національна пінакотека Болоньї
- «Бородань», ескіз (?), приватна збірка
- «Діана і вагітна німфа Каллісто»
- «Суд царя Соломона», бл. 1775, приватна збірка
- «Голова єпископа-католика», Музей мистецтва Метрополітен, США
- «Каїн убиває Авеля», Художній музей Гонолулу, США
- «Автопортрет», 1780 (біля мольберта), Національна пінакотека Болоньї
- «Видіння св. Йосипа», 1790, приватна збірка
- «Філософ Діоген і Александр Македонський», 1792, приватна збірка
- «Юнак пастух», Ермітаж, Санкт-Петербург[6]

- «Александр Македонський дарує коханку Кампаспу художникові Апеллесу», 1793
- «Орфей втрачає Еврідику, порушивши обіцянку»
- «Сцена бенкету», приватна збірка
- «Голова мадонни зі сцени Благовіщення», 1770
- «Марія Магдалина в пустелі»

## Галерея вибраних творів

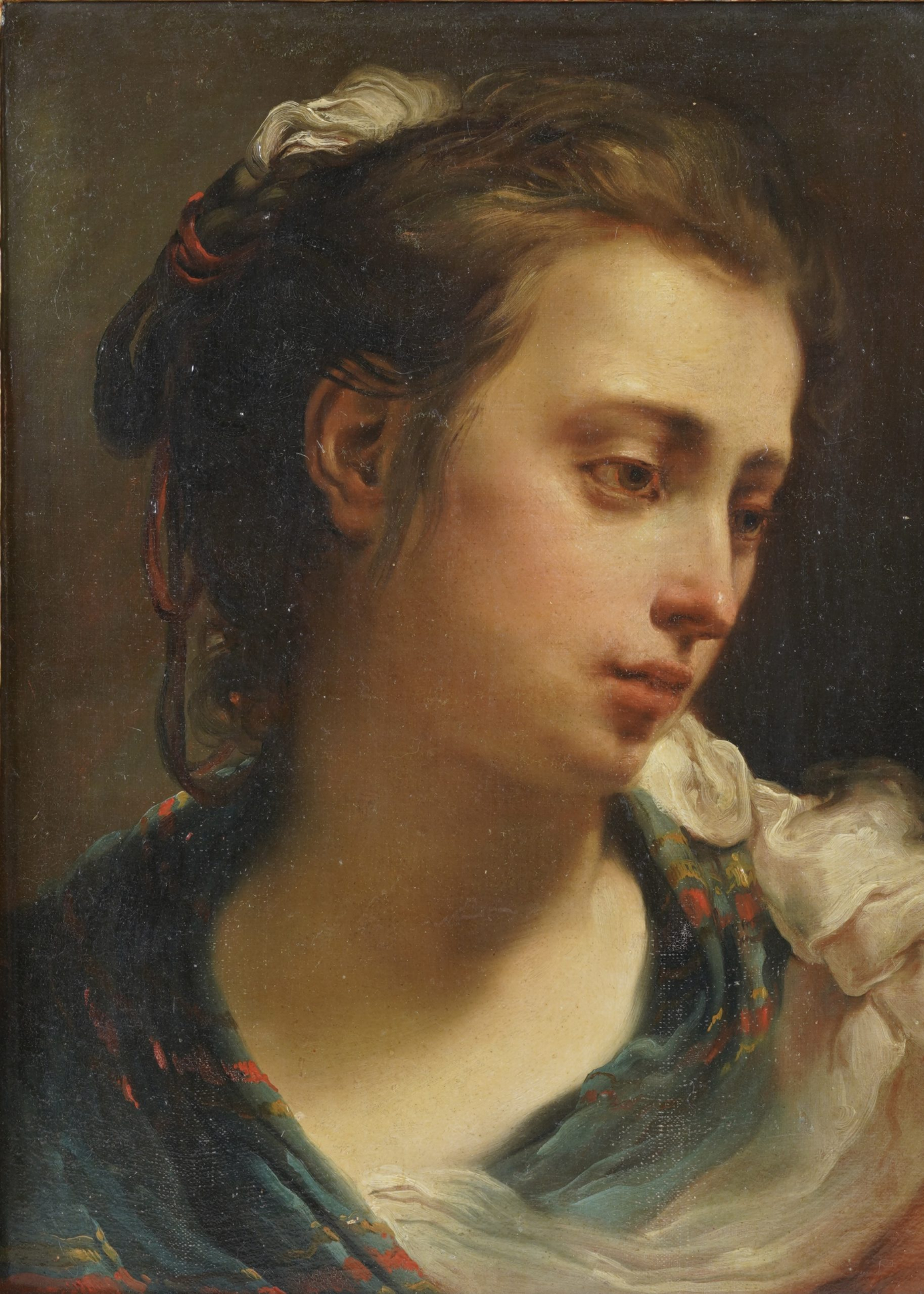
«Дівоча голівка», 1777
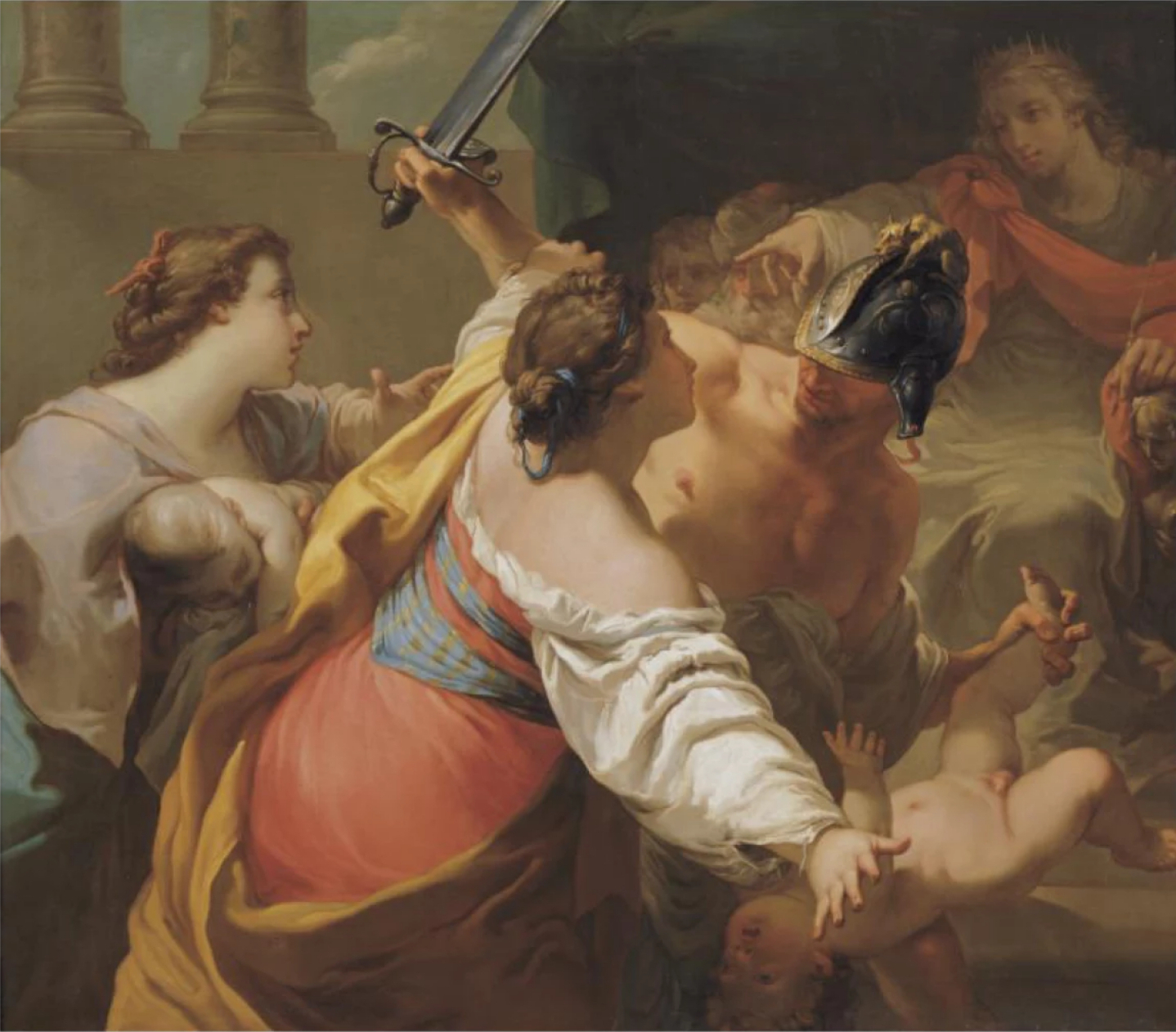
«Суд царя Соломона», бл. 1775, приватна збірка
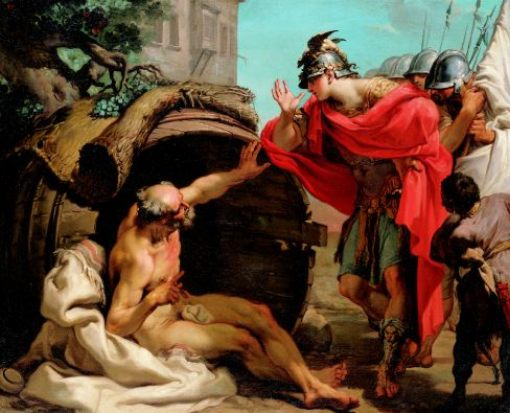
«Філософ Діоген і Александр Македонський», 1792, приватна збірка
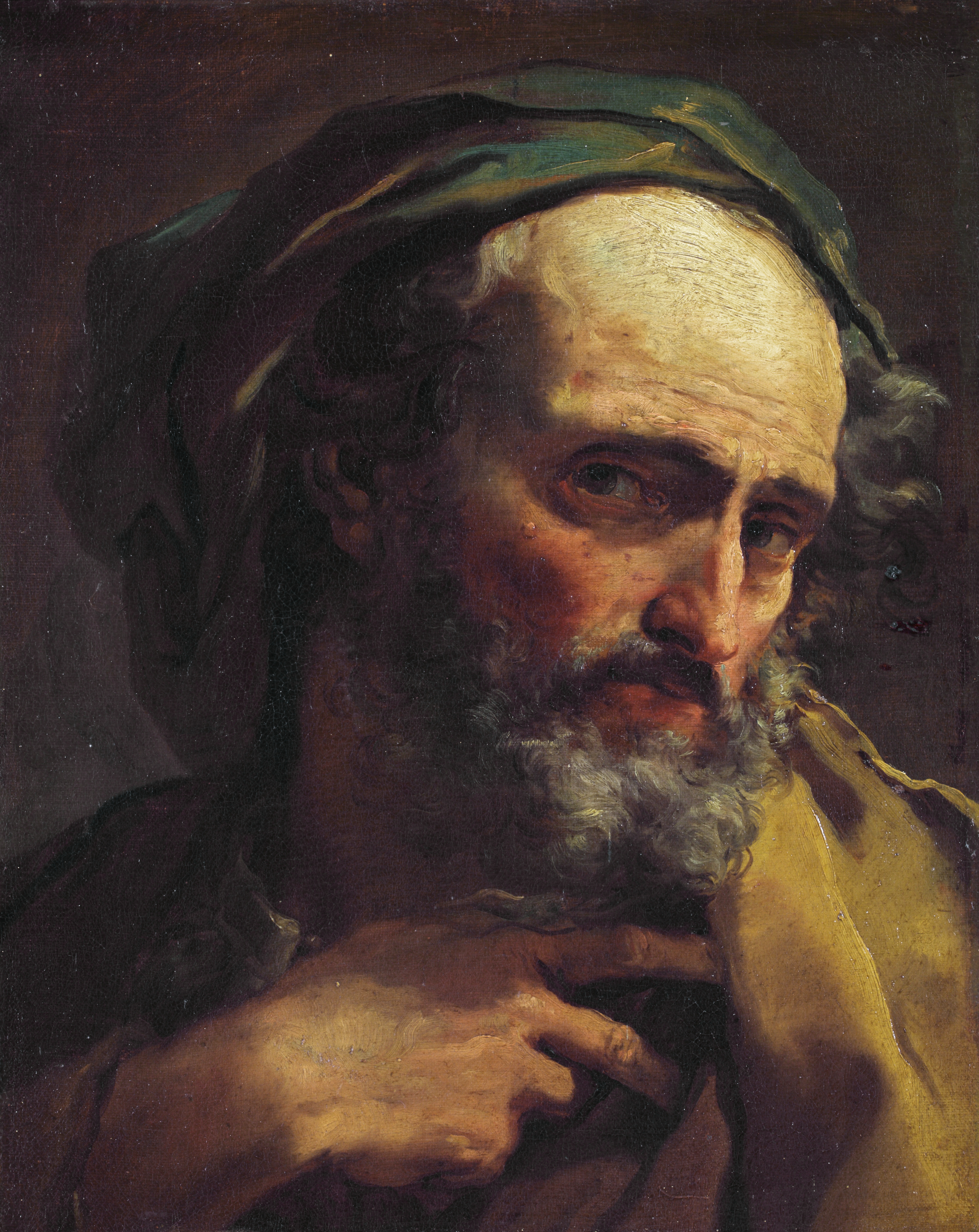
«Бородань», ескіз (?), приватна збірка

## Вибрані малюнки Гаетано Гандольфі

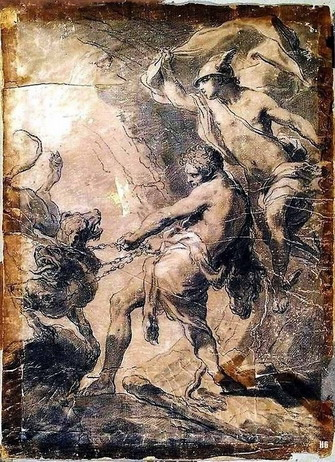
Малюнок до міфологічної композиції з Гераклом, Цербером та Меркурієм

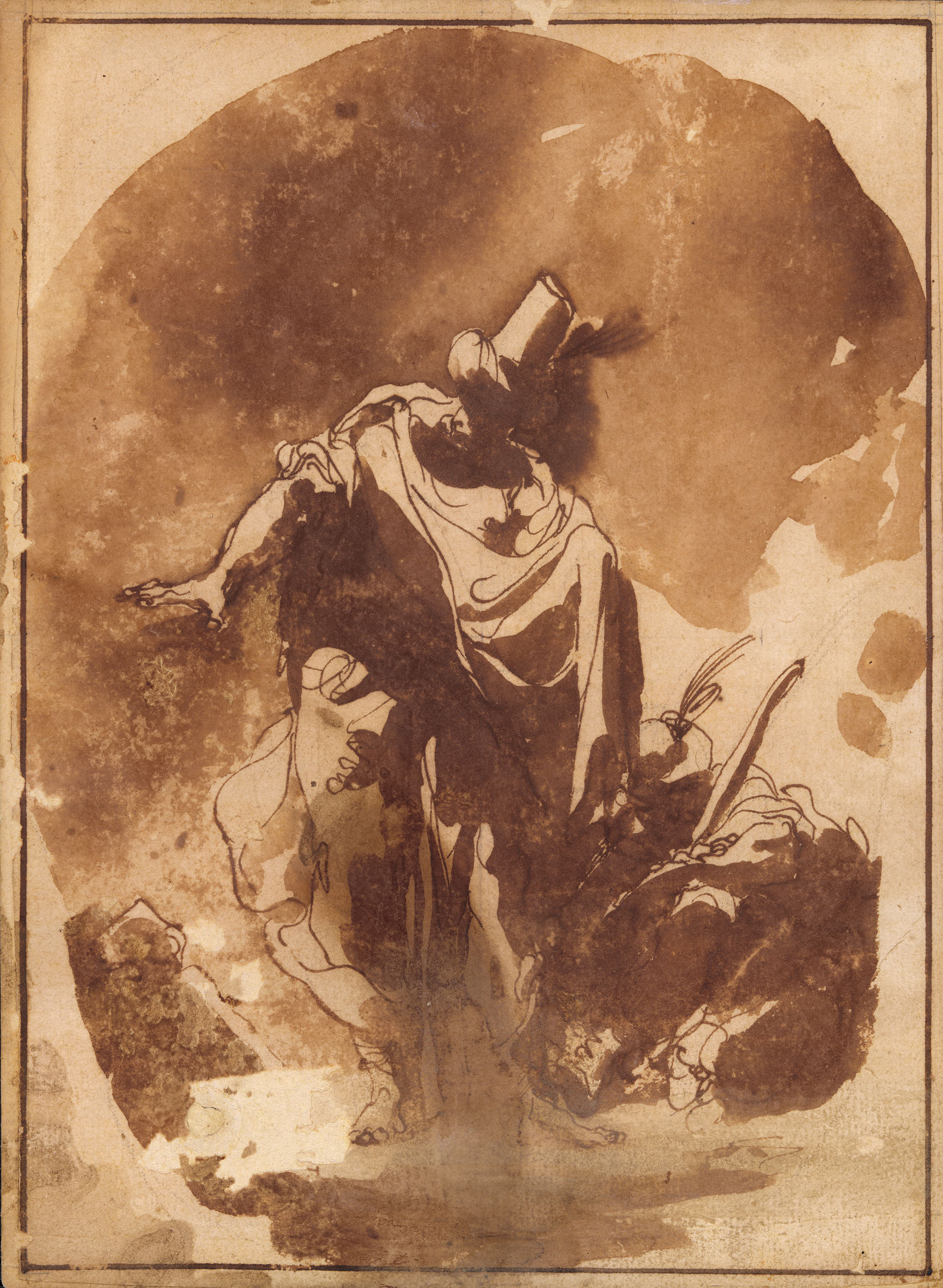
«Два персонажі в турецькому вбранні», Національна бібліотека, Бразилія
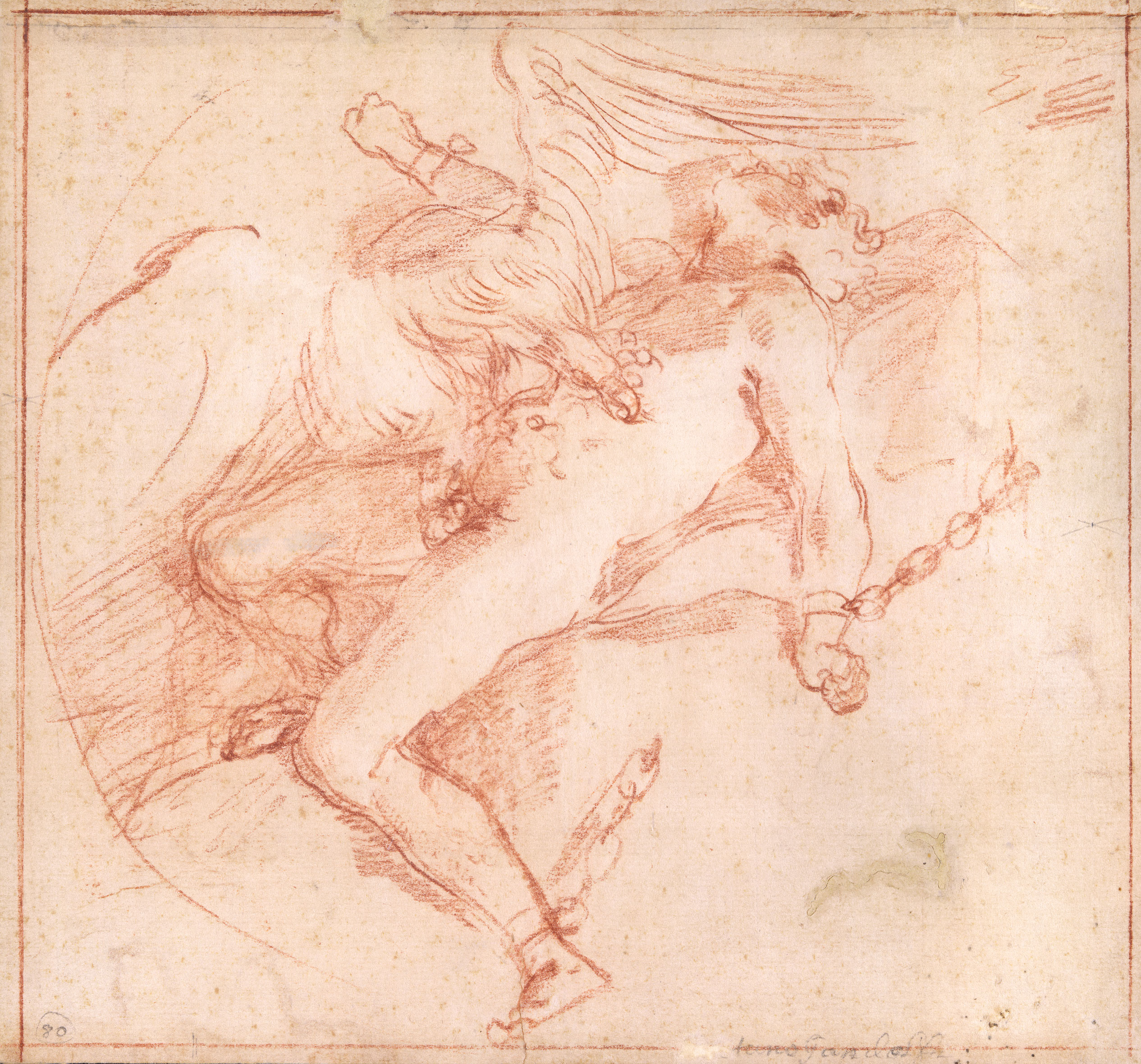
«Тортури Прометея орлом Зевса», Національна бібліотека, Бразилія
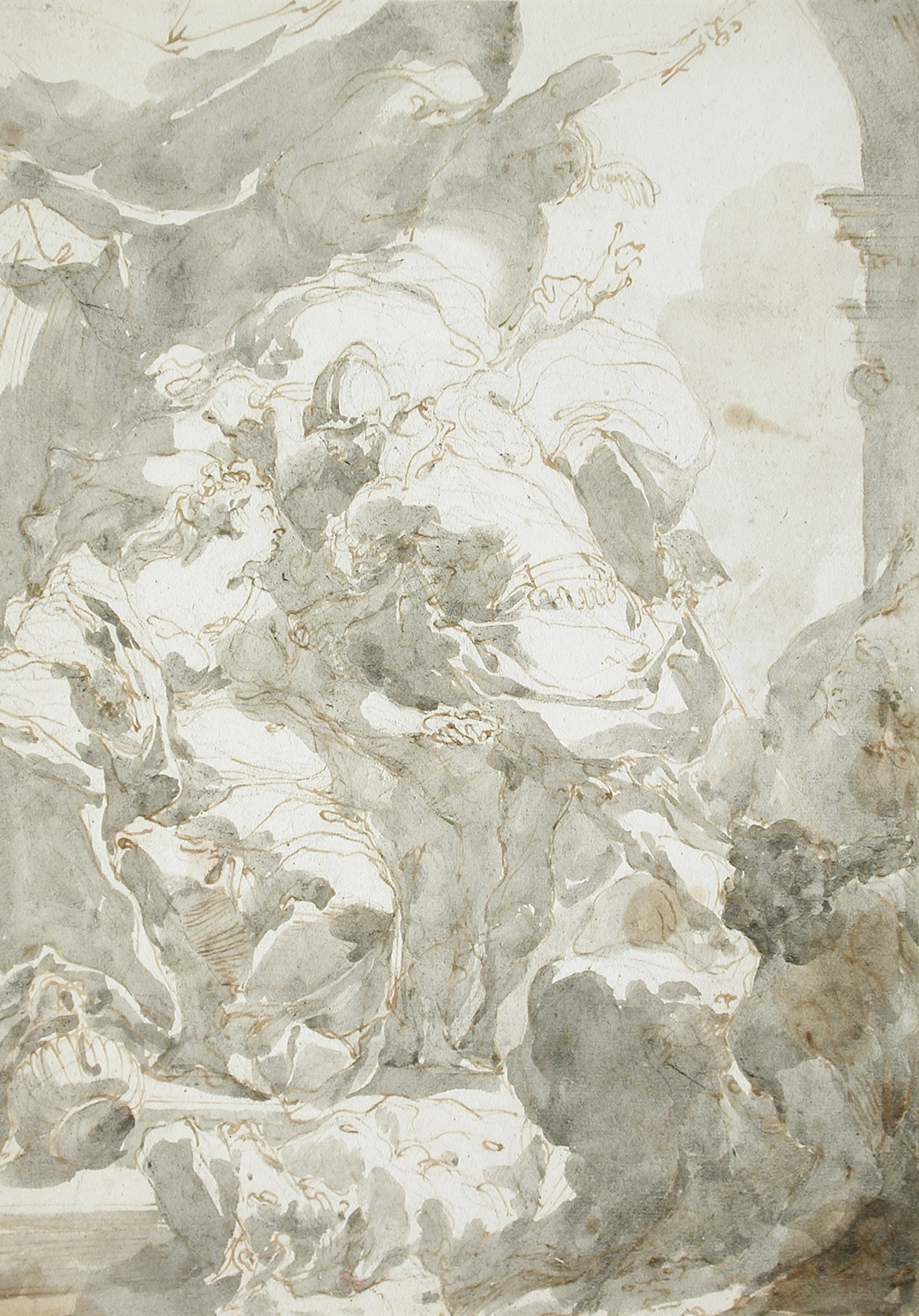
«Меркурій, цариця Цирцея та Одіссей», бл. 1766, Музей мистецтв округу Лос-Анжелес